# Johann Michael Fritz
Johann Michael Fritz (* 30. ledna 1936 Essen) je německý historik umění, zabývající se uměleckým řemeslem období gotiky a renesance, především sakrálním zlatnictvím, bývalý vysokoškolský pedagog, profesor univerzity v Heidelbergu.

## Život
Je synem historika umění Rolfa Fritze (1904–1992), někdejšího ředitele muzea v Dortmundu, vyrostl na zámku Cappenberg, kam se rodina přestěhovala po zničení dortmundského muzea a města za druhé světové války.  Vystudoval dějiny umění, křesťanskou archeologii a klasickou archeologii na univerzitách ve Freiburgu, Berlíně, Vídni a Mnichově. Studia ukončil doktorátem v roce 1962 ve Freiburgu u profesora Kurta Baucha prací na téma Rytiny v německém zlatnictví pozdní gotiky, práci v roce 1966 publikoval jako monografii.
Pracoval nejdříve v Zemském muzeu v Bonnu Rheinisches Landesmuseum Bonn, kde roku 1962 založil a do roku 1968 redigoval časopis Das Rheinisches Landesmuseum. V letech 1968–1983 pracoval jako vedoucí kurátor v Badenském Zemském muzeu v Karlsruhe.
Od roku 1999 žije v Münsteru. Je členem křesťanské Görresovy Společnosti pro vědu a umění. Spolu se svou sestrou Andreou Gabrielou založil nadaci pro restaurování památek chrámového umění (Geschwister-Fritz-Stiftung Ornamenta ecclesiae Conservanda), osobně pro ni vybírá preciosa a paramenta, dohlíží na jejich restaurování a financuje je s podporou biskupské kapituly v Münsteru a svých kolegů.

## Výběr z díla
- Gestochene Bilder. Gravierungen auf deutschen Goldschmiedearbeiten der Spätgotik. edice Bonner Jahrbücher, Beiheft 20. Köln – Graz 1966
- Spätgotik am Oberrhein. Meisterwerke der Plastik und des Kunsthandwerks. Karlsruhe 1970.
- Herbst des Mittelalters. Spätgotik in Köln und am Niederrhein. Köln 1970.
- Propyläen Kunstgeschichte Band VI. Berlin 1972, stať a hesla o zlatnictví.
- Sol und Luna. Auf den Spuren von Gold und Silber. Frankfurt 1973.
- Die Parler und der Schöne Stil 1350–1400. Europäische Kunst unter den Luxemburgern., editor Anton Legner, Köln a.Rhein 1978.
- Barock in Baden-Württemberg. Ausstellung in Schloß Bruchsal. Katalog výstavy 1981.
- Goldschmiedekunst der Gotik in Mitteleuropa. Edice Die Welt der Kunst. C. H. Beck, München 1982.
- Katalog der historischen Ausstellung St. Blasien. 1983.
- Der Quedlinburger Schatz. Berlin 1993.
- Bernward von Hildesheim und das Zeitalter der Ottonen. Hildesheim 1993.
- Stefan Lochner, Meister zu Köln. Köln 1993.
- Le beau Martin. Martin Schongauer. Colmar 1994.
- Das Kreuz aus St. Trudpert in Münstertal. München 2003.